# Tainted Love (Beverly Hills, 90210)
Tainted Love is de dertiende aflevering van het tiende seizoen van het tienerdrama Beverly Hills, 90210, die voor het eerst werden uitgezonden op 12 januari 2000.

## Plot
Matt heeft nu een probleem, zijn cliënt die een voorschot heeft betaald van $ 15,000,- heeft de zaak geschikt en wil nu zijn voorschot terug. Matt heeft met dit voorschot de verlovingsring gekocht voor Kelly en dit is niet toegestaan. Nu weet hij niet hoe hij dit moet oplossen zonder Kelly hier over in te lichten. Gina probeert hem te helpen door achter zijn rug om dit geld te lenen bij Dylan en Matt neemt het aan, later komt hij erachter dat het geld van Dylan komt en geeft het terug aan Dylan omdat hij hiervoor te trots is om het aan te nemen. Dylan licht Kelly in die de ring wil teruggeven aan Matt, maar deze weigert dit terug te nemen en hoopt op medewerking van zijn cliënt. Deze cliënt is niet zo begripvol en geeft Matt aan bij de advocatenorde en nu is Matt wel genoodzaakt om de ring terug te nemen en zo kan hij zijn cliënt terugbetalen, maar het is te laat en de advocatenorde schorst hem voor een maand. Dit kan Matt zijn kantoor kosten omdat hij nu een maand zijn beroep niet mag uitoefenen.
Nu Donna en Noah uit elkaar zijn proberen zij hun leven weer op te pakken, Donna vindt het prima dat zij weer vrijgezel is en geniet van het leven. Zij krijgt echter contact met Mark die een koffiehuis beheert tegenover de boetiek van Donna en vraagt haar uit. Zij hebben het gezellig totdat Donna hem beledigt met een opmerking en Mark ziet haar niet meer zitten. Maar Donna krijgt hem zover dat hij het haar vergeeft en dan maakt hij een belediging naar Donna die hem hierop niet meer ziet zitten. Noah slaat nu helemaal door en grijpt naar de drank en wordt elke avond dronken, hij trekt nu ook op met de verkeerde mensen die van feesten houden. Dit gaat toch zorgen baren bij de vrienden.
De doopplechtigheid van Madeleine komt eraan en de peetouders Kelly en Dylan moeten hier ook bij aanwezig zijn. Kelly is nog steeds enthousiast maar Dylan laat echter nog niet merken dat hij hierachter staat en dit baart zorgen bij Steve die hem hiermee confronteert. Dylan belooft echter dat hij ervoor zal gaan. Als de plechtigheid begint dan is er nog geen spoor van Dylan en dit maakt Steve boos, op het allerlaatste moment komt Dylan erbij en gaat toch voor het peetouderschap, dit tot opluchting van Steve.

## Rolverdeling
- Jennie Garth - Kelly Taylor
- Ian Ziering - Steve Sanders
- Brian Austin Green - David Silver
- Tori Spelling - Donna Martin
- Luke Perry - Dylan McKay
- Joe E. Tata - Nat Bussichio
- Lindsay Price - Janet Sosna
- Daniel Cosgrove - Matt Durning
- Vanessa Marcil - Gina Kincaid
- Vincent Young - Noah Hunter
- Chris Payne Gilbert - Mark
- Tom Virtue - Marcus Behr
- Sydney Penny - Josie Oliver
- Jesse Hoffman - Shane Oliver
- Ken Jenkins - dominee Neal
- Nabila Khashoggi - kantoorbediende advocatenorder